# 螺旋有果菌属
螺旋有果菌属（学名：Helicocarpus）是阿耶洛双态菌科的一个单型真菌属，因为该属目前只有灰色螺旋有果菌一个种 。種系基因組学（Phylogenomics）分析显示豪猪毛线捆菌与灰色螺旋有果菌都是阿耶洛双态菌科的基础进化支， 但这两个腐生菌与双态菌科其它成员不同，一是目前还没有发现它们具有双态性，螺旋有果菌甚至没有发现无性生殖的无果形；其二是没有发现它们有致病性，到目前为止还没有发现它们导致动物或人类疾病的报道。
灰色螺旋有果菌最初由西班牙学者Currah 和 Locquin-Linard于1988年从羚羊粪便中分离培养， 经过几次分类最后与2015年被归属螺旋有果菌属。通用名Helicocarpus来自拉丁字根（helic）意为“螺旋”（子囊果附件呈螺旋状），和carpus意为“果实”，grisea则拉丁语意思为“灰色”，《MycoBank》（2015年）确认在阿耶洛双态菌科。
灰色螺旋有果菌似乎只有有性生殖，有果形（teleomorph）为灰色至棕色子囊果（ascomata），没有膜性包被（peridium）而只是成簇或零散分布于由厚壁菌丝组成的菌丝包被（hyphal peridium）之中，菌丝上可见螺旋形附件。 
灰色螺旋有果菌尚未发现无性繁殖的无果形（anamorph），与其它双态性真菌不同。